# Félicien Muhitira
Félicien Muhitira (né le 4 novembre 1994 à Gashora dans le district de Bugesera) est un athlète rwandais spécialiste des courses de fond.

## Biographie
En 2013, il prend la 5e place des championnats d'Afrique juniors sur le 10.000 mètres. Puis l'année suivante, il monte sur le semi-marathon pour les championnats du monde de Copenhague, qu'il termine en 1h02'31", à la 41ème place.
De 2017 à 2019 il remporte trois fois d'affilée le semi-marathon Marvejols-Mende. L'édition 2020 annulée en raison de la pandémie de COVID-19, il est le tenant du titre en 2021, mais il fait l'impasse ayant pour ambition de participer aux Jeux olympiques d'été de 2020 qui se tiennent fin juillet-début août 2021 à Tokyo.
Il se voit retirer sa sélection au début du mois de juillet pour avoir enfreint les règles de la bulle sanitaire imposée par le Comité national olympique et sportif du Rwanda. 

## Palmarès
Marathon
- Valence : le 01/12/2024 : 18ème en 2h06'54" : Record National

Semi-marathon
- Semi-marathon Marvejols-Mende : 4 victoires
  - Vainqueur : 2017, 2018, 2019, 2022
- Semi-marathon Auray-Vannes :
  - Vainqueur : 2022

20.000 mètres
- Marseille-Cassis :
  - Vainqueur : 2024

10.000 mètres
- Championnats d'Afrique juniors d'athlétisme :
  - 5e : 2013